# La Fugue (film, 2013)
Pour les articles homonymes, voir La Fugue.
Pour plus de détails, voir Fiche technique et Distribution.
La Fugue est un film français réalisé par Jean-Bernard Marlin et sorti en 2013.

## Fiche technique
- Titre : La Fugue
- Réalisation : Jean-Bernard Marlin
- Scénario : Jean-Bernard Marlin
- Photographie : Julien Poupard
- Son : Laure Allary
- Montage son : Claire Cahu
- Mixage : Mélissa Petitjean
- Montage : Nicolas Desmaison
- Production : Les Films de la Croisade
- Pays de  production :  France
- Durée : 23 minutes
- Date de sortie : France - 8 juin 2013[1]

## Distribution
- Adel Bencherif : Lakdar
- Médina Yalaoui : Sabrina
- Sabine Gavaudan
- Agnès Cauchon Riondet
- Brahim Benamane
- Malek Mehenni
- Marc Brun

## Distinctions
(Source : Unifrance)

### Récompenses
- Ours d'or de la Berlinale 2013[2]
- Prix de la meilleure réalisation au Festival international de Rhode Island 2013
- Mention spéciale du jury au Festival Tous Courts d'Aix-en-Provence 2013
- Prix de la presse Télérama / Prix Adami d'interprétation masculine au Festival du court métrage de Clermont-Ferrand 2014

### Sélections
- Festival du film de Tampere 2014
- Printemps français en Ukraine
- Panorama du cinéma français en Chine 2014
- Les César du Cinéma Français 2014
- Festival international Cinema Jove de Valence
- Semaine du film français de Berlin 2015